# Via anfibolica
Una via anfibolica è una via metabolica che serve sia a processi catabolici sia anabolici.
Ad esempio il ciclo dell'acido citrico (ciclo di Krebs) è fase del catabolismo di carboidrati, acidi grassi e amminoacidi.
Ma fornisce anche precursori per diverse biosintesi (processi anabolici): l'α-chetoglutarato e l'ossalacetato sono precursori per la sintesi di amminoacidi quali aspartato e glutammato. L'ossalacetato viene anche convertito in fosfoenolpiruvato (grazie all'enzima fosoenolpiruvato carbossichinasi) nella via di gluconeogenesi.
Le molecole sottratte dal ciclo vengono risintetizzate per essere reinserite mediante reazioni anaplerotiche.